# 天幕駅
天幕駅（てんまくえき）は、北海道上川郡上川町字天幕に存在した北海道旅客鉄道（JR北海道）石北本線の鉄道駅である。2001年（平成13年）7月1日に廃止された。電報略号はテマ。事務管理コードは▲122509。

## 歴史

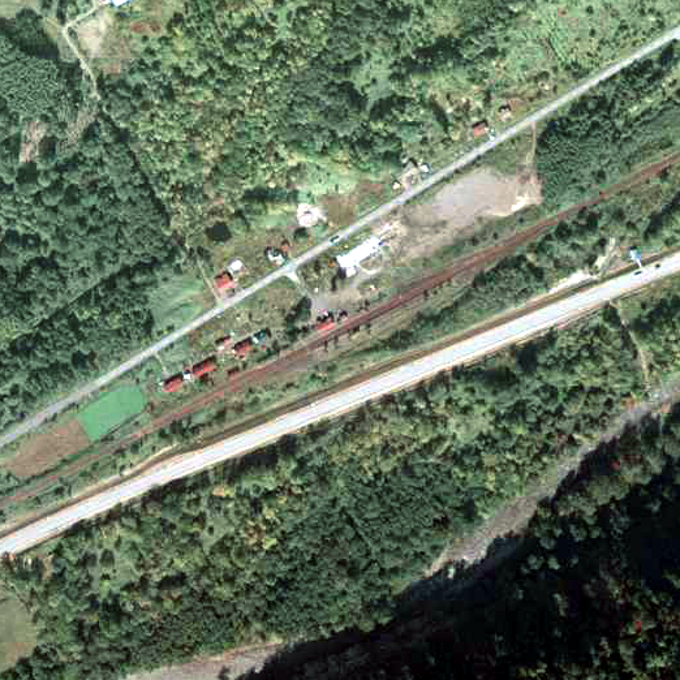
1977年の天幕駅と周囲約500m範囲。右が遠軽方面。

- 1929年（昭和4年）11月20日：鉄道省石北西線上川駅 - 中越駅間延伸開業により一般駅として開業[4][5][6]。
- 1932年（昭和7年）10月1日：所属路線が石北線と線名改称[5]。
- 1935年（昭和10年）9月：千歳鉱山株式会社天竜鉱山精錬所竣工[注釈 1]。
- 1940年（昭和15年）：天竜鉱山精錬所閉鎖[注釈 2]。
- 1949年（昭和24年）6月1日：公共企業体である日本国有鉄道に移管。
- 1961年（昭和36年）4月1日：所属路線が石北本線に改称[5]。
- 1962年（昭和37年）2月10日：公衆電報の取り扱い廃止[7]。
- 1973年（昭和48年）：公衆電報・荷物配達取扱廃止[6]。
- 1975年（昭和50年）12月25日：貨物取扱廃止し旅客駅となる[6][1]。
- 1983年（昭和58年）1月10日：CTC導入により無人化[8]。手小荷物取扱廃止[6][1]。
- 1986年（昭和61年）11月1日：同日のダイヤ改正で上川駅 - 白滝駅間の普通列車が1日1往復となり、当駅も1日1往復のみの停車となる[5]。
- 1987年（昭和62年）4月1日：国鉄の分割民営化により北海道旅客鉄道に承継[1][5]。
- 2000年（平成12年）
  - 2月：交換設備を廃止。
  - 7月：旧2番線を撤去。
- 2001年（平成13年）
  - 2月1日：同日より4月30日まで営業休止。
  - 7月1日：廃止[2][5]。

### 駅名の由来
もともと同地は明治30年代に「上留辺志部」の名称で殖民区画が募集され（当時は入植者が現れず不成功に終わった）、開業時点の地名も「上川村字ルベシベ」であったがその後字名は整理改称されている。
「天幕」の名称は1889年（明治22年）から1893年（明治26年）にかけて中央道路（のちの国道39号に相当）建設にあたって天幕（テント）が張られたことから出た通称とされ、『駅名の起源』（1939年版）ではこの説を採る。この天幕については、測量時に張られたテントであったという説や、土木工事に際しての天幕張りの事務所であったという説がある。
このほか、後述の当地に住んでいた男性の渾名が「天幕三次郎」であったことから、それに由来するとした俗説があり、しばしば人名由来の地名・駅名と紹介される。

#### 天幕三次郎
殖民区画の制定前、おそらく中央道路建設と同時期の1890年（明治23年）ごろから、同地の留辺志部川畔（留辺志部川と岩内川が合流する地点の西側で現在も小道が残る）で清水三次郎という男（以下三次郎）が小屋で狩猟生活をしていた。彼は彼の出自は、1866年頃に幕府旗本とアイヌの女性の間に生まれた子の一人（三男）とされ、「天幕三次郎」の渾名で呼ばれていた。この名がついた経緯については、中央道路測量のテントを張った場所に住みついたことから三次郎が自称したとする説や、三次郎が天幕生活をしていたことからついた名とする説などがある。
新『札幌市史』によると1869年（明治2年）頃に同名の清水三次郎（1845年（弘化2年）生まれ、1869年（明治2年）札幌町総代）が確認でき、両者は親子の可能性がある。
1896年（明治29年）に三次郎と会った田辺朔郎によると、三次郎は35.6歳のよく喋る小男であり、田辺と会う3年前に移住し、1年前には貂を数百匹捕まえて皮を剥ぎ、それを旭川で売って生計を立てていた。天幕は9尺2間の広さがあり、屋根は雁皮蝦夷松の皮で葺いてあった。家具としては鍋や釜といった食事道具やランプ、神棚も持っていた。風呂は大きな木箱を川の支流に置き、石油缶に火をつけてそれを水の中に入れてお湯を沸かしていたというが、田辺が訪れた際には水が温まらず煙たかったために身体を拭くことしかできなかった。
1897年（明治30年）頃には4間×9間の広い家を建て、4.5頭の馬を飼い同地で私設駅逓の役割を果たしていた。その後未亡人と結婚したが、未亡人の連れ子であったお花という女性と1903年（明治36年）に駆け落ちし、六号野上（現在の遠軽町栄野）の駅逓で駅逓夫として働いた。
その後、住民との間にお花とのうわさ話が広まったことと、1年後の10月に中央道路の郵便駅逓が廃止されたのを機に、瀬戸瀬にある隠れ沢（三次郎が隠れ住んだことに由来し、現在の字名では栄野）でお花と共に再び猟業を始めた。しかし三次郎は翌春までに熊害に遭い死亡し、残されたお花は湧別の屯田兵佐藤小三郎（1874年（明治7年）7月2日生まれ、1936年（昭和11年）9月29日没）と再婚し、1913年（大正2年）に白滝においてやまさ旅館を営んだ後、1933年（昭和8年）雄武に移って時計店（丸瀬布町史では飲食店とする）を開業した（田辺朔郎の自著では、佐藤小三郎はお花と出会った当初から白滝の旅館の主人であり、結婚後は興部町に引っ越したとする）。

#### 田辺朔朗と三次郎
三次郎が当地で暮らしていたころの、1896年（明治29年）8月21日、北海道庁鉄道建設部長として鉄道敷設調査を行っていた土木技師、田辺朔郎らの一行は、同地で泊地を探している途上で彼の小屋に一泊することとなった。三次郎は彼らの寝食の世話をし、風呂までこしらえるなどの歓待をしたとされる。
このため、1973年に国鉄北海道総局が発行した『北海道　駅名の起源』をはじめとし、田辺による三次郎への感謝の気持ちの表れ、として、同地に設置される駅の名称が「天幕」となったと紹介する文献もある。
その後、1933年（昭和8年）6月に田辺は開通4年後の石北本線に乗車し、天幕駅を通過した際、三次郎を思い出し、恩返しをしたいと思い立ち、7月6日に当時の遠軽駅長・津田に「おそらく亡くなっているであろうが、もし遺族がいたらこれを届けてほしい」と香典を託した。その後、駅長は雄武あるいは興部で暮らしていたお花のもとへ香典を届け、お花は駅長の計らいで旭川駅に立ち寄った田辺と興部駅の鉄道電話で三次郎の思い出話を交わしたという）。

## 廃止時の駅構造
1993年（平成5年）時点で相対式ホーム2面2線を有する交換駅であり、下り本線側に駅舎が設けられていた。しかし、廃止直前に交換機能が廃されたことにより、末期は1面1線の単式ホームとなっていた。

## 利用状況
旅客営業当時の乗車人員の推移は以下のとおり。年間の値のみ判明している年については、当該年度の日数で除した値を括弧書きで1日平均欄に示す。乗降人員のみが判明している場合は、1/2した値を括弧書きで記した。
| 年度               | 乗車人員   | 乗車人員 | 出典   | 備考                 |
| 年度               | 年間       | 1日平均  | 出典   | 備考                 |
| ------------------ | ---------- | -------- | ------ | -------------------- |
| 1965年（昭和40年） | (22,264.0) | (61.0)   | [ 23 ] | 年間乗降客数：44,528 |
| 1966年（昭和41年） | (19,435.0) | (53.2)   | [ 23 ] | 年間乗降客数：38,870 |
| 1967年（昭和42年） | (16,233.0) | (44.4)   | [ 23 ] | 年間乗降客数：32,466 |
| 1968年（昭和43年） | (15,099.0) | (41.4)   | [ 23 ] | 年間乗降客数：30,198 |
| 1969年（昭和44年） | (13,418.0) | (36.8)   | [ 23 ] | 年間乗降客数：26,836 |
| 1970年（昭和45年） | (10,791.0) | (29.6)   | [ 23 ] | 年間乗降客数：21,582 |
| 1971年（昭和46年） | (8,114.0)  | (22.2)   | [ 23 ] | 年間乗降客数：16,228 |
| 1972年（昭和47年） | (7,373.0)  | (20.2)   | [ 23 ] | 年間乗降客数：14,746 |
| 1973年（昭和48年） | (8,039.0)  | (22.0)   | [ 23 ] | 年間乗降客数：16,078 |
| 1974年（昭和49年） | (6,208.0)  | (17.0)   | [ 23 ] | 年間乗降客数：12,416 |
| 1975年（昭和50年） | (4,527.0)  | (12.4)   | [ 23 ] | 年間乗降客数：9,054  |
| 1976年（昭和51年） | (1,112.0)  | (3.0)    | [ 23 ] | 年間乗降客数：2,224  |
| 1977年（昭和52年） | (590.5)    | (1.6)    | [ 23 ] | 年間乗降客数：1,181  |
| 1978年（昭和53年） | (651.0)    | (1.8)    | [ 23 ] | 年間乗降客数：1,302  |
| 1979年（昭和54年） | (278.0)    | (0.8)    | [ 23 ] | 年間乗降客数：556    |
| 1980年（昭和55年） | (372.0)    | (1.0)    | [ 23 ] | 年間乗降客数：744    |
| 1981年（昭和56年） | (292.0)    | (0.8)    |        | 年間乗降客数：584    |
| 1982年（昭和57年） | (359.0)    | (1.0)    |        | 年間乗降客数：718    |
| 1992年（平成04年） |            | (0)      | [ 24 ] | 一日平均乗降客数：0  |

## 周辺

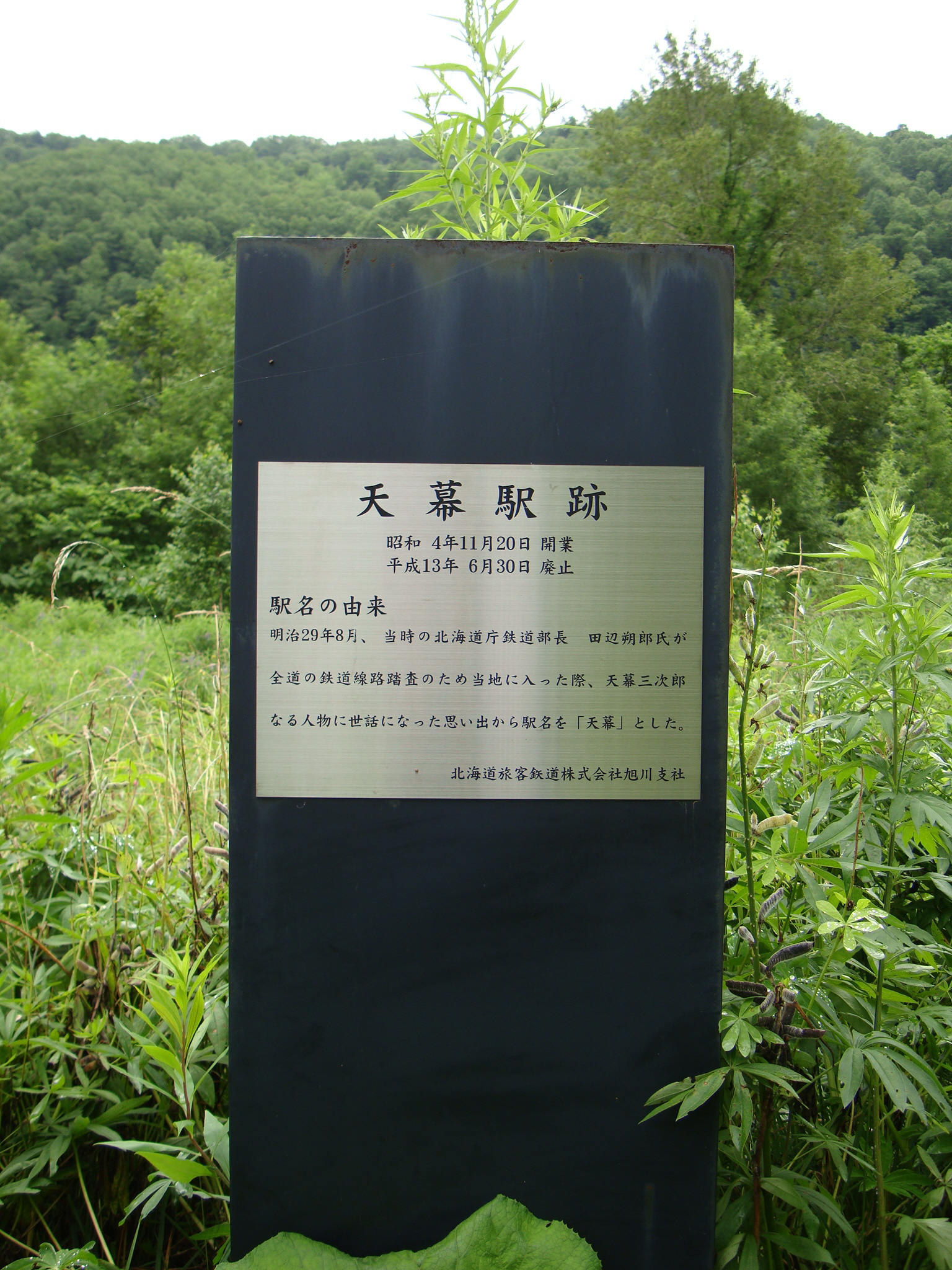
駅跡記念碑

廃止後に駅舎は解体されたが、信号関係の建物は今でも残っている。かつての構内を通る本線の線形は2016年現在でも直されておらず、駅舎側に寄ったそのままの形に残されている。
駅舎があった所には旭川支社により記念碑が設置された。
- 国道273号
- リサイクルかみかわ（産業廃棄物処理施設）

## 隣の駅
北海道旅客鉄道
石北本線
上川駅 - 天幕駅 - *中越駅
*:現在の中越信号場